# Сельское хозяйство Сомалиленда
Сельское хозяйство Сомалиленда представляет собой основу экономики непризнанного государства, в нём задействованы 20—25 % населения.

## Животноводство

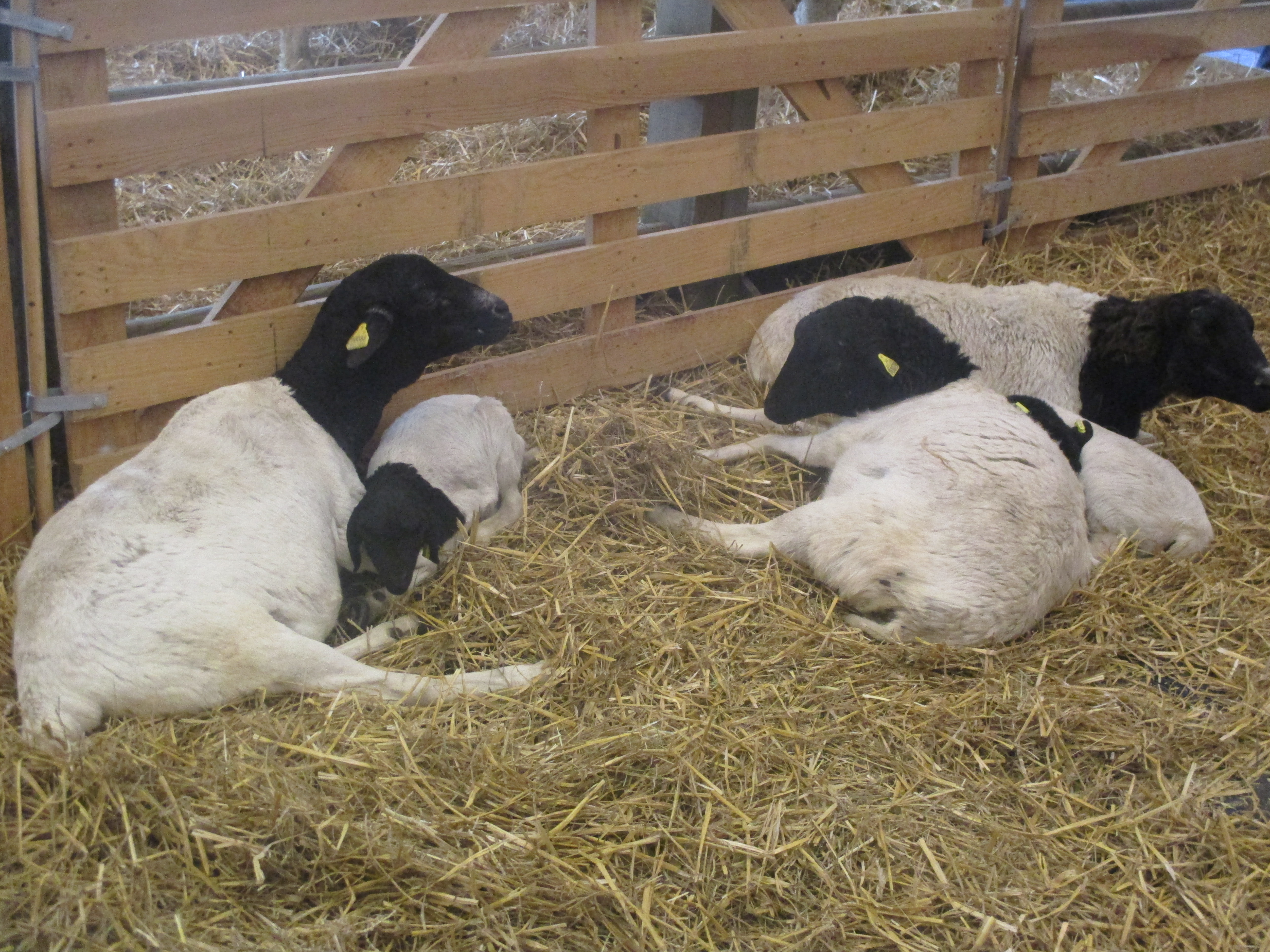
Мясо сомалийской овцы — основной экспортный продукт сомалилендской экономики.

Животноводство — главная составляющая сомалилендской экономики и доминирующая отрасль сельского хозяйства.
По оценке ООН, совокупное поголовье скота в Сомалиленде — около 24 миллионов. Мясо сомалийской овцы — основной экспортный товар. В основном его продают нна Аравийский полуостров, в страны Персидского залива: в Буръо и Йирове располагаются крупнейшие рынки торговли бараниной на Африканском Роге.

## Растениеводство
В значительной части растениеводство в Сомалиленде обеспечивает кормовые потребности животноводства. Важная зона посевных площадей и пастбищ скота располагается в поясе Борама — Баки — Гебилей — Харгейса, где живут до 15 процентов населения. 
Пригодными для земледелия считаются около 10 процентов площади Сомалиленда. По состоянию на 2008 год возделывалось около трети из них. Средняя площадь одной фермы — 8 гектаров. Сомалиленд состоит из десяти агроэкологических зон, восемь из которых засушливые или пустынные со значительными ограничениями для сельскохозяйственного производства. Общая площадь пахотных земель страны оценивается примерно в 350 тысяч га, они сосредоточены в основном на северо-западном плато.
Преобладающие культуры — кукуруза и сорго, выращиваемые на богарных полях. Также в Сомалиленде производят помидоры, салат, лук, перец, капусту, апельсины, лимоны и папайю. 
Урожай значительно колеблется из-за изменчивой погоды и недостатка воды. Также негативно сказывается недостаток сельскохозяйственных машин и оборудования, слабая научная подготовка фермеров. Растениеводство не обеспечивает потребность населения Сомалиленда в продовольствии. В то же время развитию сомалилендского растениеводства способствуют проекты сотрудничества с Турцией, в рамках которых местные фермеры получают семена, оборудование и проходят обучение.